# Simulium albilineatum
Simulium albilineatum es una especie de insecto del género Simulium, familia Simuliidae, orden Diptera.
Fue descrita científicamente por Enderlein en 1936.